# Palais Milesi
Le palais Milesi est un palais Renaissance situé dans le rione Ponte à Rome. Il doit son nom à une fresque d'un masque en or du XVIe siècle qui se trouvait au centre de sa façade, aujourd'hui perdue. Le bâtiment remonte au XIVe siècle et a été construit pour la famille Milesi. 

## Histoire
Giovanni Giuseppe Milesi, un universitaire de la famille Milesi (Roncobello), s'est installé à Rome dans les années 1400 et a ordonné la construction d'un palais réunissant et superposant trois autres palais distincts qui sont restés sur place. 
Milesi a engagé Polidoro da Caravaggio et Maturino Fiorentino pour peindre la façade avec des scènes mythologiques sur fresque.  Monochromatiques (grisaille), comme il était de coutume au XVe siècle, les scènes étaient déjà détériorées lors du sac de Rome par les lansquenets en 1527. La réalisation de ces fresques, dans leur représentation sculpturale dynamique, a suscité beaucoup d'intérêt à l'époque, au point que Vasari les a décrites comme une « œuvre de beauté qu'aucune copie ne pourrait améliorer ». En 1576, Cherubino Alberti a été chargé de réaliser un masque d'or au centre d'un feston soutenu par un putto qui a donné son nom à la voie devant le palais, mais est aujourd'hui complètement perdu. Marzio Milesi, en 1615, a vendu le palais aux Baccani et est retourné à Bergame. 
De nombreux artistes ont copié ces peintures sur la façade, donnant ainsi lieu à des dessins de Golsius, Galestruzzi, Rubens et Maccari.  Lors de la restauration de 2006, il a été possible de récupérer des éléments qui confirment la datation du palais au XVe siècle, mais aussi la présence d'une loggia, probablement détruite lors d'un tremblement de terre.

## Description
La façade du Palazzo Milesi décorée sur trois étages a été reconstituée en 2006. Les fresques en grisaille ont une iconographie complexe qui raconte les vertus et les événements de la mythologie classique. L'histoire de Níobé, dans la partie centrale du premier étage, a été exécutée par Polidoro da Caravaggio, à l'arrière-plan, quelques personnages mythologiques, tandis que dans le troisième, des scènes du  Enlèvement des Sabines, de Caton d'Utique et des lois de Numa Pompilius. Sur le portail avec un encadrement rustique, est inscrit MILESIA, nom des premiers propriétaires. 
Les dessins des fresques originales sont maintenant conservées dans la Galerie des Offices à Florence, et au Gabinetto Nazionale delle Stampe, c'est sur cette base qu'il a été possible de récupérer la façade dans son aspect d'origine. Il n’a cependant pas été possible de reconstituer le célèbre masque d’or qui se trouvait au centre de la façade, car seuls subsistaient des récits écrits.